# Родникова Гута
Родникова Гута (укр. Родникова Гута) — село в Полянской сельской общине Мукачевского района Закарпатской области Украины.
Население по переписи 2001 года составляло 483 человека. Почтовый индекс — 89310. Телефонный код — 3133. Занимает площадь 12 км². Код КОАТУУ — 2124085002.

## История
В 1946 году указом ПВС УССР село Изворская Гута переименовано в Родникову Гуту.